# Ладомірка
Ладомірка (словац. Ladomirka) — річка в Словаччині, ліва притока Ондави, протікає в окрузі Свидник.
Довжина — 21 км.
Витік знаходиться в масиві Лаборецька Верховина біля Дукельського перевалу на висоті 455 метрів. Впадають річки Капішовка; Бодружалик і Гришов потік.
Впадає в Ондаву на території міста Свидник.